# Matheon

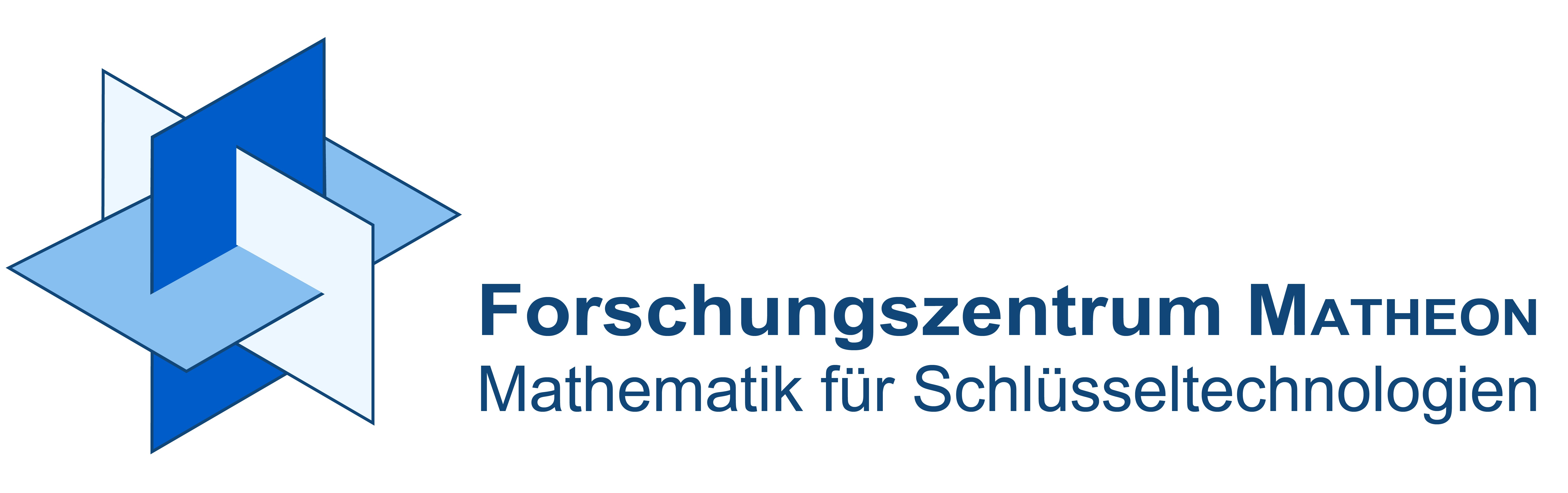
Matheon-Logo

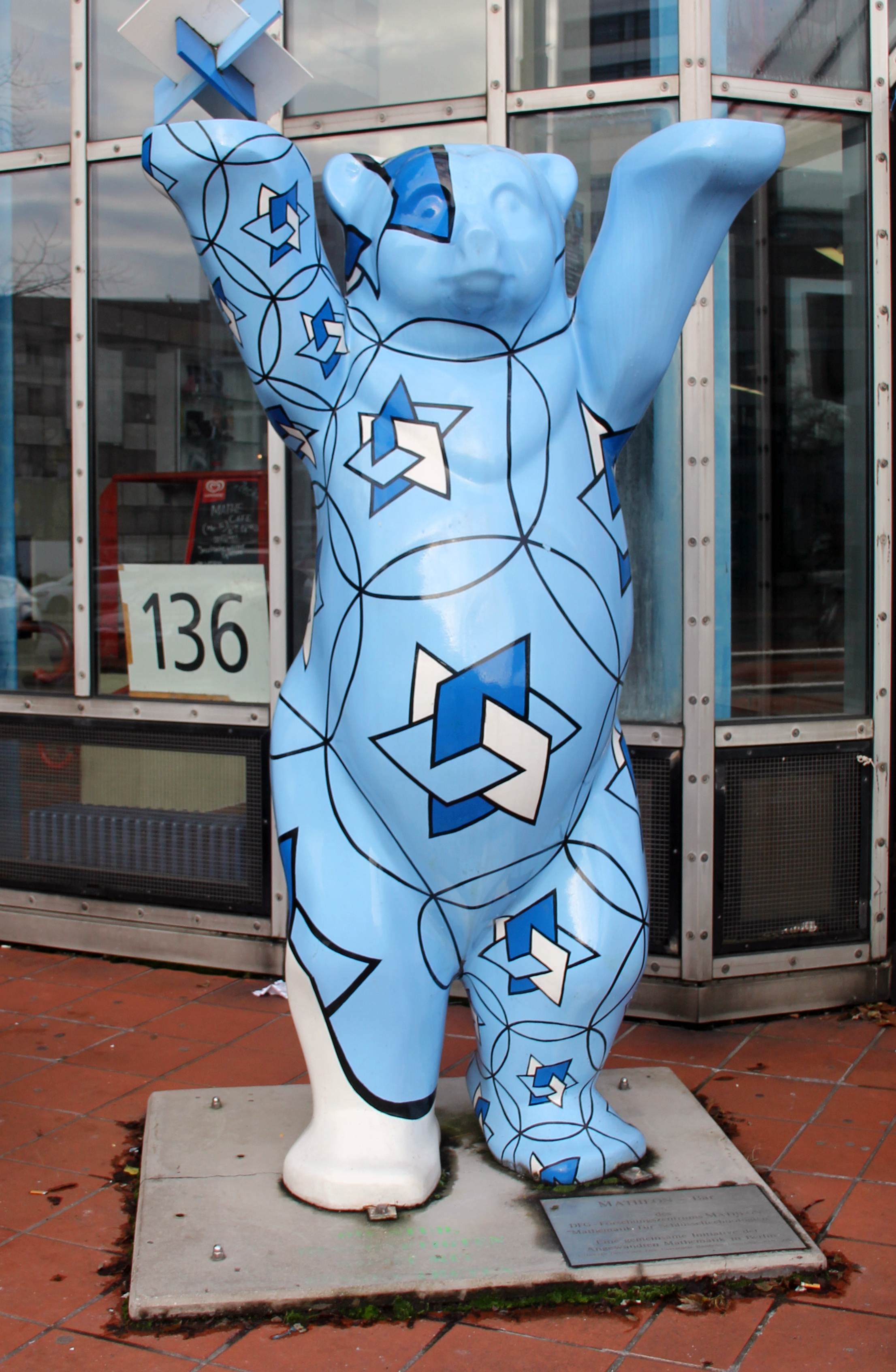
Matheon-Buddy-Bär vom TU Berlin DFG-Forschungszentrum Matheon

Das Matheon ist ein Zentrum für angewandte Mathematikforschung mit Sitz in Berlin. Sein Schwerpunkt liegt auf der Entwicklung neuer Methoden zur Modellierung, Simulation und Optimierung realer Prozesse in Schlüsseltechnologien. Die Wissenschaftler am Matheon kooperieren in interdisziplinären Projekten mit Partnern aus Wissenschaft und Wirtschaft. Ein weiterer Fokus liegt auf der Zusammenarbeit mit Schulen und Aktivitäten für die breite Öffentlichkeit.
Das Matheon wird von den Mathematikinstituten der Technischen Universität Berlin (TU Berlin), der Humboldt-Universität zu Berlin (HU Berlin) und der Freien Universität Berlin (FU Berlin) sowie dem Konrad-Zuse-Zentrum für Informationstechnik Berlin (ZIB) und dem Weierstraß-Institut für Angewandte Analysis und Stochastik (WIAS) getragen. Es ist im Mathematikgebäude der Technischen Universität Berlin an der Straße des 17. Juni untergebracht.
Die Einrichtung wurde 2002 als DFG-Forschungszentrum gegründet. Die DFG förderte sie über die Höchstdauer von zwölf Jahren in drei Perioden mit jährlich 5 bis 6 Millionen Euro. 2014 übernahm die Einstein-Stiftung Berlin die Finanzierung des Projektes. Sie stellt pro Jahr rund 2,5 Millionen Euro dem Einstein-Zentrum ECMath zur Verfügung, an dem auch das Matheon beteiligt ist. Weitere Gelder werden über Industrieprojekte, Universitäten und öffentliche Förderungen eingeworben.
Im Oktober 2016 waren rund 210 Forscher an Matheon-Projekten beteiligt.

## Zielsetzung
Die Zielsetzung ergibt sich aus der schon 2002 formulierten Philosophie:
Schwerpunkt der Forschung ist die Entwicklung neuer Methoden zur Modellierung, Simulation und Optimierung realer Prozesse in Schlüsseltechnologien. Dabei werden insbesondere mathematische Methoden aus den Bereichen Optimierung und Diskrete Mathematik, Numerische Analysis und Scientific Computing sowie Angewandte Analysis und Stochastische Analysis eingesetzt.
Die Forschung am Matheon fokussiert sich zurzeit auf folgende Anwendungsgebiete:
- Lebenswissenschaften
- Netzwerke (z. B. aus Logistik, Verkehr und Telekommunikation)
- Energie und Materialien
- Elektronische und Photonische Bauelemente
- Geometrie und Visualisierung
- Bildung und Öffentlichkeit

Es gehört zu den Zielen des Forschungszentrums, die Zusammenarbeit zwischen Mathematik und Industrie, Gesellschaft und Technologieentwicklung zu intensivieren. Hierbei ist das Matheon Ansprechpartner für viele Industriezweige. Viele Projekte werden daher in enger Kooperation mit industriellen Partnern und Fachkollegen aus anderen wissenschaftlichen Disziplinen durchgeführt.

## Kooperationen
Einzelne Mitglieder wie auch die beteiligten Institutionen sind in eine Reihe regionaler, nationaler und internationaler Kooperationen eingebunden. Darüber hinaus bestehen formelle Partnerschaften mit international renommierten Forschungsverbünden, die ähnlich organisiert sind und verwandte Forschungsschwerpunkte haben.
Stand Oktober 2016 gibt es Kooperationsvereinbarungen mit:
- „Basque Center for Applied Mathematics in Bilbao“[4]
- „University of British Columbia in Vancouver“[5]
- “Applied Mathematics Institute of the 4 Technical Universities of the Netherlands”[6]
- „Interdisciplinary Center for Mathematical and Computational Modelling of the Warsaw University“[7]
- „Centre for Mathematical Modelling Universidad de Chile“[8]

Alle Kooperationsvereinbarungen schließen neben der Zusammenarbeit auf der Ebene der Forschung – nach Möglichkeit unter Einbeziehung industrieller Partner – auch gemeinsame Workshops, den Studentenaustausch sowie Austauschbesuche von Professoren und Nachwuchswissenschaftlern ein.
Die beteiligten Kooperationspartner bilden somit ein globales Netzwerk von Exzellenzzentren vergleichbarer Organisationsstruktur, in denen weltweit anerkannte Experten aus nahezu allen mathematischen Bereichen vereint sind. Dabei werden Themen aus Industrie und wissenschaftlichen Anwendungsbereichen in ihrer jeweiligen Region bearbeitet, in denen ihre jeweiligen wissenschaftlichen Schwerpunkte liegen.

## Bildungsauftrag
Neben den Zielsetzungen im Bereich der Forschung organisiert das Matheon auch verschiedene Veranstaltungen für Schüler und die interessierte Öffentlichkeit. Dazu gehören:
- Der „Digitale Adventskalender“[9] der vom 1. bis zum 24. Dezember täglich eine im Internet zu lösende mathematische Aufgabe stellt. 2004 ins Leben gerufen, gibt es mittlerweile auch eine englische und eine niederländische Version, die in diesen Ländern ebenfalls auf große Resonanz stoßen.
- „MathInside“[10], ein Vortragsprogramm an der Berliner Urania, in dem Mitglieder des Zentrums an drei Terminen pro Semester die reizvollen Seiten der angewandten Mathematik präsentieren.
- „Der Matheathlon“[11] steht unter dem Motto: „Laufend rechnen“. Schulen und Vereine können diese Mischung aus Wettlauf und Wettrechnen kostenlos buchen. Auf einer Laufstrecke von 400 oder 800 Metern gibt es Stationen mit kleinen Matheaufgaben, für deren richtige Lösung Zeit gutgeschrieben wird. Etwa zwanzig Schulen und Vereine machen von diesem Angebot jährlich Gebrauch, darunter regelmäßig auch Schulen aus dem Ausland – 2015 zum Beispiel die Deutsche Schule in Nairobi (Kenia).
- „What’s Math got to do with it?“,[12] in dem Matheon-Mitglieder in kurzen, manchmal witzigen Videos auf anschauliche Weise über die Anwendung von Mathematik in ihren Forschungsprojekten berichten. Dazu werden Aufgaben entwickelt, die im Mathematik-Unterricht einsetzbar sind.

Darüber hinaus engagiert sich das Forschungszentrum – auch in Kooperation mit dem „Deutschen Zentrum für Lehrerbildung Mathematik“ (DZLM) – in den Bereichen Lehrerfort- und -ausbildung, Begabtenförderung und Erstellung von Lehr- und Lernmaterialien.

## Sonstiges
2007 ist das Forschungszentrum Matheon zum Ort im Land der Ideen ausgewählt worden.